# Sekai wa Sore Demo Kawari wa Shinai
Singles de Aya Kamiki
Summer Memories
(2008) W-B-X ~W-Boiled Extreme~
(2009)
Sekai wa Sore Demo Kawari wa Shinai est le 11esingle d'Aya Kamiki et le 10e sorti sous le label GIZA studio le 3 décembre 2008 au Japon. Il arrive 42e à l'Oricon. Il se vend à 3 117 exemplaires la première semaine et reste classé 3 semaines pour un total de 4 378 exemplaires vendus.
Sekai wa Sore Demo Kawari wa Shinai a été utilisé comme thème pour le jeu vidéo 428 ~Fuusa Sareta Shibuya de~ sur Wii. Sekai wa Sore Demo Kawari wa Shinai se trouve sur la compilation Aya Kamiki Greatest Best.

## Liste des titres
Toutes les paroles sont écrites par Aya Kamiki.
| 1. | Sekai wa Sore Demo Kawari wa Shinai (世界はそれでも変わりはしない)                | Aika Ohno       | 5:44 |
| 2. | Ever So Sweet                                                                     | Hitoshi Okamoto | 5:16 |
| 3. | Sekai wa Sore Demo Kawari wa Shinai (Instrumental) (世界はそれでも変わりはしない) | Aika Ohno       | 5:41 |

## Interprétations à la télévision
- Music Japan (4 décembre 2008)
- « 428 x Kamiki Aya » Surprise Live (5 décembre 2008)